# Língua xinca
A língua xinca é uma língua mesoamericana falada por algumas comunidades do povo xinca no sul da Guatemala, próximas da fronteira com El Salvador e na região montanhosa a norte. Trata-se de uma língua geralmente classificada como isolada sem relação demonstrada com qualquer família linguística, apesar de haver sido proposto que estará relacionada com a língua lenca.

## História
No século XVI o território dos xincas estendia-se desde a costa do Oceano pacífico até às montanhas de Jalapa. Em 1524 a região foi conquistada pelo império espanhol e muitos dos seus habitantes foram escravizados e obrigados a participar na conquista do actual território de El Salvador.
Após 1575, o processo de extinção cultural dos xincas acelerou, sobretudo devido à sua deslocalização para outras regiões, que contribuiria também para o decréscimo do número de falantes da língua xinca. Uma das mais antigas referências conhecidas sobre esta língua data de 1769, atribuída ao arcebispo Pedro Cortez y Larraz, após uma visita à diocese de Taxisco.

## Situação actual
Presentemente o xinca, uma das poucas línguas indígenas da Guatemala conhecidas que se crê não fazerem parte da família das línguas maias, encontra-se praticamente extinto, pois é falado por apenas 250 pessoas (aproximadamente). Segundo estudos recentes, é falada em sete municípios e numa aldeia em Santa Rosa e Jutiapa. Em 1991 foi relatado que a língua xinca possuía apenas 25 falantes, mas em 1997 foi avançado um número diferente: 297.
Os peritos defendem que a reconstrução do xinca "pode ser considerada possível através dos métodos da história e arqueologia linguísticas, que podem ser aplicadas por equipas de linguistas dedicados à causa."